# Засулаукс
Засулаукс (на латвийски: Zasulauks или на немски: Sassenhof) е един от 58-те квартала на Рига. Разположен е в административния район Курземе. Има население от 7477 души и обща площ възлизаща на 1,190 km². В Засулаукс е разположена едноименната железопътна станция, която е част от железопътната линия Рига - Тукумс - Вентспилс. На територията на квартала са разположени множество предприятия.